# الدار افندیف
الدار افندیف (استونیایی: Eldar Efendijev؛ زادهٔ ۲۹ ژوئن ۱۹۵۴) سیاستمدار و نماینده سابق مجلس آذری‌تبار اهل استونی است.
وی همچنین برندهٔ جوایزی همچون نشان ترقی شده‌است.